# Чуйский кантон
Чуйский кантон — административно-территориальная единица Киргизской АССР, существовавшая в 1926—1928 годах. Центр — город Фрунзе (не входил в состав кантона). В 1928 году был присоединён к Фрунзенскому кантону.
В кантон входили 3 волости:
- Аламединская. 18 сельсоветов, 222 населённых пункта, 37 300 жителей.
- Калининская. 6 сельсоветов, 79 населённых пунктов, 22 504 жителя.
- Чуйская. 9 сельсоветов, 49 населённых пунктов, 25 148 жителей.

По данным на 1926 год население кантона — 85,2 тыс. чел. (из них киргизы 79,6 тыс., русские — 2,3 тыс., украинцы 2,2 тыс.)